# Раціональний вираз
Раціональний вираз (англ. rational expression) — алгебраїчний вираз, який не містить радикалів.
Наприклад:
- {\displaystyle \,\!a^{3}+b^{2}+c}
- {\displaystyle {\frac {x}{y-z^{3}}}}